# دبليو دبليو إي ولعوها
دبليو دبليو إي ولعوها (بالإنجليزية: WWE Wal3ooha)‏ هو برنامج تلفزيوني من إنتاج دبليو دبليو إي يتم بثه في الأصل يعرض على قناة أو آس آن سبورت في الإمارات العربية المتحدة كل يوم خميس الساعة 9:00 مساءً والذي يتضمن ملخصات عن دبليو دبليو إي راو ودبليو دبليو إي سماكداون بالإضافة إلى مقابلات حصرية مع مصارعي دبليو دبليو إي وشخصيات هامة. يُترجم عنوان العرض إلى «أشعلها» وهو أول برنامج دبليو دبليو إي يعرض محتوى أصليًا ومترجمًا مخصصًا حصريًا لسوق الشرق الأوسط وشمال إفريقيا.
في أكتوبر 2018 بدأ بث البرنامج على قناة إم بي سي أكشن.

## المضيفون
| السنة            | المضيفون                  |
| ---------------- | ------------------------- |
| 4 مايو 2017–الآن | معين البستكي وناتالي مامو |

## أنطر أيضا
- قائمة برامج دبليو دبليو إي حالية
- دبليو دبليو إي راو
- دبليو دبليو إي ماين إيفينت
- دبليو دبليو إي إن إكس تي
- دبليو دبليو إي سوبرستارز
- دبليو دبليو إي سماكداون
- دبليو دبليو إي تو فايف لايف
- دبليو دبليو إي إن إكس تي يو كيه
- توتال ديفاس
- دبليو دبليو إي تف إنف
- دبليو دبليو إي تريبيوت تو ذا تروبس

دبليو دبليو إي

## وصلات خارجية
- الموقع الرسمي